# La Valette (Ille-et-Vilaine)
Pour les articles homonymes, voir La Valette (homonymie).
La Valette est une ancienne commune française du département d'Ille-et-Vilaine. En 1840, la commune est supprimée et rattachée à celle de Domagné.
De nos jours, La Valette est un hameau sur la route qui relie Domagné à Louvigné-de-Bais.

## Histoire

### Moyen Âge
La Valette existait comme paroisse dès 1440 et elle pouvait être de fondation bien antérieure. Elle renfermait le manoir de La Valette, appartenant aux XVe siècle et XVIe siècle à la famille Le Sénéchal, et plus tard aux seigneurs de Fouesnel.
Par la suite, La Valette dépendit de la famille Visdelou, seigneurs de Bienassis, puis de la famille de Rosnyvinen, seigneurs de Piré. Les seigneurs de La Valette avaient droits de fondation et de prééminence dans l'église, y avaient leurs armoiries, leur banc et leurs enfeus.

### Époque moderne
En 1669, René Boiguérin, qui habitait au village de la Noë, paroisse de Cornillé, confesse « tenir prochement et roturièrement, sous le grand fief de La Valette dépendant de la (...) juridiction de Fouesnel, à devoir de sergentise (...), une pièce de terre (...) » et « confesse devoir à son dit seigneur, outre obéissance, un denier de rente amandable, qui se paye au jour et feste de grand Pâques, au bourg de La Valette (...) ».

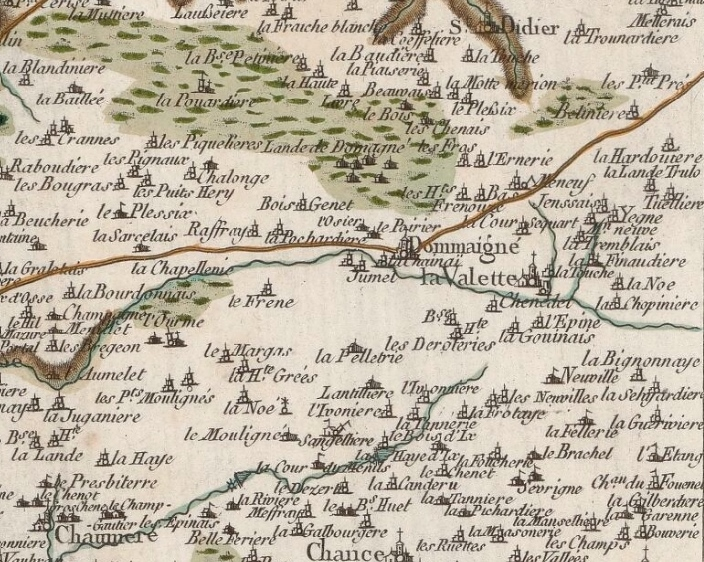
Carte de Cassini des paroisses de Domagné et La Valette (1785).

Vers 1778, Jean-Baptiste Ogée décrit ainsi La Valette :

« La Valette, à quatre lieues et demi à l'E-S-E de Rennes, son évêché et son ressort. On y compte 200 communiants. La cure est à l'ordinaire. Ce territoire est petit, mais assez exactement cultivé. On y connaissait en 1500 les maisons nobles suivantes : le manoir de La Valette (dont le fief s'étendait à toue la paroisse ; il était annexé à la seigneurie de Fouesnel. Le château est détruit), à François Le Sénéchal ; la Maison-Neuve, à Jacquette Le Sénéchal, dame de La Maison-Neuve ; la Barre, à Gilles de Clin. »

En 1786, l'évêque de Rennes François Bareau de Girac visita la paroisse, et fit observer qu'il fallait « refaire le bas de l'église au niveau du haut » et « dorer la coupe des saints ciboires ».

### Révolution française
En 1790, Pierre Bouthemy, dernier recteur de La Valette, qui avait écrit quelque temps auparavant à son évêque que sa paroisse était la plus pauvre du diocèse, déclara que son bénéfice valait 1055 livres de rentes ; son presbytère avait en effet un pourpris de 12 journaux de terres et était alors estimé à 225 livres de revenus ; de plus les dîmes qu'il levait à la onzième gerbe lui rapportaient 830 livres ; enfin il jouissait en outre de quatre fondations valant 108 livres de rentes. Pierre Bouthemy, chapelain de Fouesnel (en Louvigné-de-Bais), recteur de La Valette en 1783, de Piré en 1787, fut prêtre insermenté en 1791, incarcéré à la prison Saint-Melaine de Rennes en 1792, s'exila à Jersey, puis fut nommé en 1803 recteur de Vergeal.
En avril 1796, après la bataille de Piré, des chouans membres des Chevaliers catholiques et dirigés par le comte René Augustin de Chalus et d'autres membres de la "division de Vitré" de l'Armée catholique et royale de Rennes et de Fougères, dirigés par Henri du Boishamon et Toussaint du Breil de Pontbriand firent étape à La Valette (nombre d'entre eux se dispersant dans les autres bourgs voisins, il ne resta à La Valette pour y passer la nuit qu'une partie des hommes, notamment les 27 hommes de la compagnie de Princé, dirigés par le capitaine Picot) ; un fermier hostile aux Royalistes courut à Châteaugiron prévenir l'armée républicaine dirigée par le général Malbran, dont des soldats vinrent alors cerner le bourg de La Valette et incendier la ferme où les Chouans étaient réfugiés : de nombreux chouans périrent dans le brasier.

### LeXIXesiècle
En 1839, la commune de Domagné « demande l'annexion à son territoire de la petite commune de La Valette. La commune de La Valette s'y oppose. (...) La commission, considérant que toutes les formalités voulues par la loi ont été remplies, que la commune de La Valette a moins de trois cents habitants, que son bourg n'est qu'à un kilomètre de Domagné, que déjà elle est confondue avec cette commune, quant au spirituel, et que cette confusion la fait profiter de l'église, du presbytère et du cimetière de Domagné, sans qu'on puisse légalement la contraindre à contribuer à leurs reconstruction ou entretien, que la réunion économisera les sommes consacrées à l'administration de la commune de La Valette ; que cette commune du reste ne possédant pas de biens, son opposition est sans motifs légitimes, conclut à ce que la réunion soit appuyée par le Conseil ».
En 1840, la commune de La Valette, aujourd'hui simple lieu-dit, est rattachée à la commune de Domagné.
Devenue une simple chapelle à la suite de la disparition de la paroisse, l'ancienne église était encore entretenue par les habitants vers 1880, mais aucun culte n'y était plus célébré, sauf une fois l'an le jour où une procession des Rogations s'y rendait depuis Domagné, mis on y sonnait encore le glas lorsqu'un habitant décédait.

## Administration
| Période | Période | Identité         | Étiquette | Qualité                 |
| ------- | ------- | ---------------- | --------- | ----------------------- |
| 1793    | 1796    | Pierre Bouthemy  |           | Laboureur               |
| 1796    | 1800    | Julien Lesne     |           |                         |
| 1801    | 1806    | Pierre Bouthemy  |           | Déjà maire précédemment |
| 1806    | 1816    | Jean Chauvelière |           | Laboureur               |
| 1817    | 1840    | Jacques Aubrée   |           | Laboureur               |

## Démographie
| 1793 | 1800 | 1806 | 1821 | 1831 | 1836 |
| ---- | ---- | ---- | ---- | ---- | ---- |
| 210  | 176  | 190  | 260  | 250  | 225  |